# 回覧
| ウィキペディアには「回覧」という見出しの百科事典記事はありません（タイトルに「回覧」を含むページの一覧/「回覧」で始まるページの一覧）。 代わりにウィクショナリーのページ「回覧」が役に立つかもしれません。 |